# Sauron fissocornis
Espèce
Sauron fissocornis est une espèce d'araignées aranéomorphes de la famille des Linyphiidae.

## Distribution
Cette espèce se rencontre en Russie et au Kazakhstan.

## Publication originale
- Eskov & Marusik, 1995 : On the spiders from Saur Mt. range, eastern Kazakhstan (Arachnida: Araneae). Beiträge zur Araneologie, vol. 4, p. 55-94.